# Fábio Valente
Fábio Valente (em latim: Fabius Valens; m. 69) foi um general e político romano da gente Fábia nomeado cônsul sufecto para o período de setembro a outubro de 69 com Aulo Cecina Alieno, ambos aliados do imperador Vitélio.

## Ano dos quatro imperadores
Como legado da Legio I Germanica na Germânia Inferior, Valente apoiou o governador da Germânia Superior, Lúcio Vergínio Rufo, na luta contra o rebelde Caio Júlio Víndice. Quando Galba foi proclamado imperador depois da morte de Nero, Valente se declarou por ele e, juntamente com Cornélio Aquino, um outro legado, eliminou o governador da Germânia Inferior, Fonteio Capitão. Depois que as tropas se recusaram a endossar Galba como novo imperador depois da morte de Nero, ele estimulou que elas proclamassem Vitélio, o governador da província, como imperador.
As forças aliadas de Vitélio foram divididas em dois exércitos para a marcha até Roma, uma delas comandada por Valente, que seguiu uma rota através da Gália provavelmente com o objetivo de recrutar mais homens antes de se juntar ao outro, liderado por Aulo Cecina Alieno, em Cremona. Naquele momento, Galba já havia sido assassinado e Otão havia sido proclamado imperador pela Guarda Pretoriana em Roma. As forças otonianas e vitelianas se enfrentaram na Primeira Batalha de Bedríaco, na qual Valente e Alieno conseguiram uma vitória decisiva. Otão se matou logo depois e Vitélio marchou sem oposição até Roma. Já em Roma, Vitélio nomeou Valente e Alieno cônsules sufectos para o período de setembro a dezembro.
Porém, os exércitos no oriente proclamaram Vespasiano imperador e dois exércitos vespasianos iniciaram a marcha até Roma. O primeiro a alcançar a Itália era composto por cinco legiões da Panônia e Mésia e era liderado por Antônio Primo. Valente estava doente na época e, por isso, Vitélio enviou Cecina para enfrentá-lo. Ele tentou trair Vitélio para se bandear para o lado de Vespasiano, mas seu exército se recusou a segui-lo e o prendeu. Já recuperado, Valente estava a caminho do local, mas, antes que ele pudesse chegar, a Segunda Batalha de Bedríaco foi travada e as forças vitelianas foram derrotadas por Antônio Primo.
Valente ainda tentou continuar a luta e partiu de navio de Pisa para a Gália para recrutar um novo exército. Ele desembarcou em Hercules Monoecus, mas foi aconselhado a não tentar seguir adiante pois um procurador chamado Valério Paulo havia juntado um poderoso exército formado por antigos membros da Guarda Pretoriana de Otão. Eles haviam sido dispensados depois da Vitélio e estavam prontos para apoiar qualquer um que lutasse contra ele. Valente seguiu adiante por mar e acabou encalhando em Iles d'Hyeres (em latim: Stoechades), perto de Toulon. Ele foi pego de surpresa por algumas galés enviadas no seu encalço por Valério Paulino e acabou preso. Paulino o enviou de volta para Itália, onde ele foi executado por decapitação em Urvinum. Sua cabeça foi levada a Narni para ser exibida aos soldados vitelianos que ainda resistiam e que esperavam Valente chegar com reforços. A visão da cabeça foi suficiente para garantir a rendição.